# Білоус Людмила Федорівна
Білоус Людмила Федорівна (*18 квітня 1973 року) — український географ-геоеколог, кандидат географічних наук, доцент Київського національного університету імені Тараса Шевченка.

## Біографія
Народилася 18 квітня 1973 року в місті Кагарлик Київської області. Закінчила у 1996 році географічний факультет Київського університету, у 1999 році — аспірантуру кафедри географії України. У Київському університеті працює молодшим науковим співробітником лабораторії Ландшафтної екології та аерокосмічного моніторингу навколишнього середовища, асистентом кафедри географії України, у 1999–2000 роках — молодшим науковим співробітником науково-дослідної лабораторії Ландшафтної екології та аерокосмічного моніторингу навколишнього середовища. У 2000–2005 роках асистент кафедри географії України, з 2006 року доцент кафедри фізичної географії та геоекології. Кандидатська дисертація «Ландшафтно-екологічний аналіз агрогеосистем для цілей управління» захищена у 2001 році. Викладає курси: «Біогеографія», «Геофізика ландшафту», «Інформаційні мережі».

## Нагороди і відзнаки
За роботу «Геоінформаційне моделювання ландшафтної територіальної організації» відзначена Дипломом Президії НАН України у 2002 році.

## Наукові праці
Фахівець у галузі геоекології й геоінформаційних технологій. Автор 25 наукових праць. Основні праці:
1. Просторове моделювання хоричного зрізу буття ландшафту. — К., 2005.
2. Інформаційні мережі: Навчальний посібник. — К., 2005.
3. Інформаційний ресурс екоуправління й менеджменту. — К., 2007.
4. Дистанційна географічна освіта в Україні. — К., 2009